# Peuplier de Simon
Populus simonii
 (octobre 2007).
Si vous disposez d'ouvrages ou d'articles de référence ou si vous connaissez des sites web de qualité traitant du thème abordé ici, merci de compléter l'article en donnant les références utiles à sa vérifiabilité et en les liant à la section « Notes et références ».
Espèce
Synonymes
- Populus balsamifera var. simonii (Carrière) Wesm.[1]
- Populus brevifolia Carrière ex C. K. Schneid., nom. inval.[2]
- Populus laurifolia var. simonii (Carrière) Regel[1]
- Populus przewalskii Maxim.[1]
- Populus simonii f. fastigiata C.K. Schneid.[1]
- Populus suaveolens (Maxim.) C. K. Schneid.[2]

Le Peuplier de Simon, Populus simonii, est une espèce de plantes à fleurs de la famille des Salicaceae.

## Description
C'est un arbre d’une vingtaine de mètres et qui peut atteindre 50 cm de diamètre.

## Répartition
Il couvre une partie importante de la Chine centrale et septentrionale ainsi que la Corée.
Son aire va du nord de la péninsule coréenne, dans les montagnes du Changbaishan, de la sierra de Yin, du Chilienshan et dans le sud Tianshan ; au Sud, il est présent le long du fleuve Huaihe, au nord du Yang Tsé ; dans le Hunan, dans le nord du Sichuan, dans le Qinghai et dans le Gansu. Le cœur de son aire naturelle est les provinces de Shandong, Henan, Shaanxi, Gansu, Shanxi, Hebei et Liaoning.

## Habitats
Populus simonii occupe les montagnes, plaines, dépôts alluviaux et vallées, du niveau de la mer jusqu'à 3.000 m.
L'espèce bénéficie d’une large distribution en Chine répartie sur trois types de formations végétales : la steppe de la zone tempérée, les forêts caducifoliées chaudes et les forêts sempervirentes subtropicales.
Sa répartition en altitude est assez disparate mais s’oriente toujours vers les conditions de la forêt caducifoliée de climat doux. Dans le sud, l’altitude limite est à 2500 m et dans le nord, le plafond peut descendre sous les 1000 m. Dans le secteur sud de l’aire naturelle, la température moyenne varie entre 14 et 18 °C avec une pluviométrie supérieure à 1200 mm/an. Dans le secteur nord, la température annuelle moyenne est de 3.2 °C avec des minima à -41 °C ; la pluviométrie n’est plus que de 300 mm / an.
Les conditions climatiques optimales au Populus simonii se caractérisent par une température annuelle moyenne située entre 6 et 15 °C avec des précipitations de 500 à 700 mm/ an et une humidité relative de 50 % à 70 %. Il apprécie les sols fertiles, non salés et proches de la neutralité. Mais il s’adapte aux sols arénacés pourvu que le pH soit inférieur à 8,5 et la teneur en sel inférieure à 0,3 % mais il n’apprécie ni les sols lourds ni les sols à couche halomorphe.
Les forêts de Populus simonii sont habituellement des forêts secondaires, les exploitations et les déboisements irraisonnés n’ayant laissé que peu de peuplements « naturels ». Les forêts à Populus simonii réalisent souvent la jonction avec les forêts à Ulmus pumila, Bouleaux, Prunus davidiana, Populus cathayana ou Robinier faux-acacia. Ces forêts inéquiennes multiétagées sont assez hétérogènes tant en densité qu’en composition. Monoétagée avant 5 ans, ces peupleraies forment rapidement des bois multiétagés. Dans les forêts basses (marais), très dégradées, l’indice de fermeture est inférieur à 0,4. Les autres peupleraies naturelles résiduelles sont implantées dans les stations à Lespedeza bicolor, à Argousier (Hippophae rhamnoides) et autres arbustes et arbrisseaux ; la production y est basse et d’assez mauvaise qualité.

## Usages
Espèce introduite en Europe occidentale en 1862 où elle suscita quelques espérances en montagne, elle n’est actuellement utilisée que pour l’ornement. Ses rameaux souples lui donnent un aspect pleureur. Son écorce lisse et la coloration de son feuillage, ainsi que sa petite taille justifient son utilisation en arboriculture ornementale. Le Peuplier de Simon est particulièrement prisé dans le nord de l’Europe.
La culture de Populus simonii remonte à plus de 2000 ans. Après 1949, les plantations de Populus simoniiont connu un important développement dans le nord de la province de Shanxi, en Mongolie-Intérieure, dans le Jilin et l’ouest du Liaoning. La surface reboisée avec cette essence a atteint plus de 670.000 ha. Les boisements en Populus simonii sont très nombreux notamment dans la région des Trois Nords où celui-ci est abondamment utilisé pour la fixation des dunes.

## Synonymes
Cette espèce a pour synonymes : 
- Populus balsamifera var. simonii (Carrière) Wesm.[1]
- Populus brevifolia Carrière ex C. K. Schneid., nom. inval.[2]
- Populus laurifolia var. simonii (Carrière) Regel[1]
- Populus przewalskii Maxim.[1]
- Populus simonii f. fastigiata C.K. Schneid.[1]
- Populus suaveolens (Maxim.) C. K. Schneid.[2]

## Liste des variétés
Selon Tropicos (12 août 2018) (Attention liste brute contenant possiblement des synonymes) :
- Populus simonii var. breviamenta T.Y. Sun
- Populus simonii var. dunhuangensis H.L. Yang & C.F. Fang
- Populus simonii var. griseoalba T.Y. Sun
- Populus simonii var. latifolia C. Wang & S.L. Tung
- Populus simonii var. liaotungensis (C. Wang & Skvortsov) C. Wang & S.L. Tung
- Populus simonii var. luoningensis T.B. Chao
- Populus simonii var. manshurica (Nakai) Kitag.
- Populus simonii var. ovata T.Y. Sun
- Populus simonii var. przewalskii (Maxim.) H.L. Yang
- Populus simonii var. rhombifolia Kitag.
- Populus simonii var. rotundifolia X.C. Lu ex C. Wang & S.L. Tung
- Populus simonii var. simonii
- Populus simonii var. tsinlingensis C. Wang & C.Y. Yu